# Murad Umachanov
Murad Mustafaevič Umachanov (in russo Мурад Мустафаевич Умаханов?; Chasavjurt, 3 gennaio 1977) è un ex lottatore russo, specializzato nella lotta libera.

## Palmarès

### Olimpiadi
- 1 medaglia:
  - 1 oro (Sydney 2000 nei 63 kg)